# Dějiny Washingtonu, D.C.

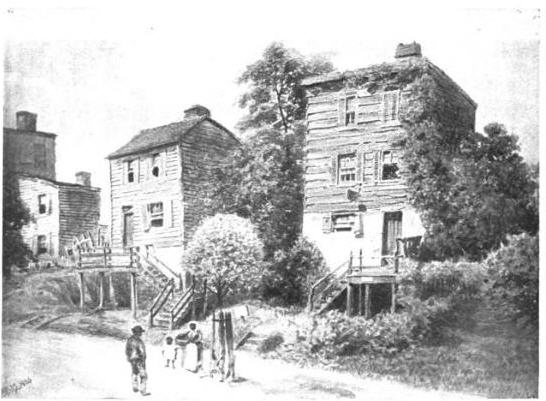
Obrázek starého Washingtonu D. C.

Dějiny Washingtonu, D.C. stručně shrnují historii hlavního města Spojených států amerických, sídla prezidenta, Kongresu a Nejvyššího soudu. Místo pro stavbu města vybral George Washington v roce 1790 a vláda se sem přesunula v roce 1800. Jméno vzniklo jako pocta zakladateli města a prvnímu prezidentovi USA. Zkratka D.C. označuje federální distrikt District of Columbia, jehož celé území město zaujímá.
Do 17. století sídlil na území Washingtonu indiánský kmen Algonkinů. Od konce 17. století zde vznikaly první osady přistěhovalců. Roku 1749 bylo založeno blízké město Alexandria v tehdejší britské kolonii (a pozdějším unijním státě) Virginii.
Washington byl prvním moderním městem naplánovaným na zelené louce. Jako centrum určené pro rodící se federální vládu, prezidenta, Kongres a Nejvyšší soud je toto město charakterizováno jednoduchou důstojností velkých rozměrů a náznaky evropského baroka zahalenými do neoklasicismu. Washington se v posledních letech rozrůstá, ale centrum si stále udržuje původní řád.
Po vyhlášení nezávislosti roku 1776 potřebovaly nové Spojené státy americké hlavní město. Projekt na toto federální teritorium byl vypracován neobyčejně rychle a důkladně. Měl splňovat hlavní požadavek: aby zde první pondělí v prosinci roku 1800 stály vhodné budovy, kdy by se usídlil prezident, Kongres a celá řada dalších institucí a úřadů. Do té doby měla úlohu hlavního města zastat Filadelfie.
Na počátku roku 1791 určil prezident George Washington tři komisaře a dva zeměměřiče, z nichž jeden byl major Pierre Charles L'Enfant, který pod Washingtonem sloužil v době revoluce.
Osidlovací zákon z července 1790 umožňoval prezidentu Washingtonovi získat pro samosprávné hlavní město federace území podél řeky Potomac o rozloze 260 km2. Místo, které si vybral zahrnovalo přístavy Alexandria ve Virginii a Georgetown v Marylandu. Kromě nich byly v této oblasti jen dvě malé osady. Všude kolem byla jen bažinatá divočina, což znamenalo nebezpečí malárie. Dnes má tento celek, který je samostatným teritoriem, dvě třetiny původní velikosti. V roce 1846 byly přístav Alexandria a zbytek území jižně od řeky Potomac vráceny Virginii.
Prezident Washington obdivoval L'Enfantovu odbornost při plánování opevnění a pevností v době revoluce a pověřil ho, aby zpracoval projekt nového hlavního města. L'Enfant vypracoval plán města neobyčejně rychle a během šesti měsíců dokončil územní průzkum a první nákresy.
Dostal se do sporu s vládní komisí. Poté, co se znelíbil i samotnému prezidentovi, byl propuštěn. Jeho plány však byly natolik propracované, že bylo nové město postaveno během devíti let.
Rozsah plánu zahrnoval území 24 300 ha. Město bylo původně zamýšleno pro 120 000 obyvatel. V roce 1846 bylo v D.C. jen něco přes 50 000 lidí.
Během britsko-americké války byl prezident James Madison a vláda evakuován. 24. srpna 1814 bylo město zničeno velkým požárem, který založily britské jednotky.
V říjnu 1918 byla zde vypracována T. G. Masarykem a jeho americkými přáteli Washingtonská deklarace - Prohlášení nezávislosti československého národa jeho prozatímní vládou.
Po druhé světové válce se začalo tiché administrativní město měnit. Byl postaven Pentagon, hlavní stan amerických ozbrojených sil a svého času největší budova světa.
Město se stalo svědkem mnoha výjimečných momentů. Za všechny jmenujme slavný projev Martina Luthera Kinga "I have a Dream", který pronesl 28. srpna 1963 na schodech Lincolnova památníku.
27. března 1976 byl zprovozněn systém Washingtonského metra.